# 亨菲爾 (德克薩斯州)
亨菲爾（英語：Hemphill）是一個位於美國德克薩斯州沙賓縣的城市。根據2010年美國人口普查，該地共人口1198人，而該地的面積約為6.30平方千米。同時該地也是沙賓縣的縣治。

## 地理
亨菲爾的座標為31°20′33″N 93°51′18″W / 31.34250°N 93.85500°W，而該地的平均海拔高度為85米（即279英尺）。